# Adgandestrius
Adgandestrius war der latinisierte Name eines Fürsten des germanischen Volksstammes der Chatten, der sich beim Römischen Senat als Mörder des Cherusker-Fürsten Arminius anbot.
Das Angebot wurde formal abgelehnt.
Sein germanischer Name ist unsicher. Jacob Grimm vermutete die Zusammensetzung „ad Gandestrii“ also „beim/zum Gänserich“. L. Freytag lehnte dies aber ab, da insbesondere die Voranstellung von ad bei Tacitus sonst nicht vorkommt. Wahrscheinlicher handelte es sich um eine Latinisierung des keltischen Namens „Hadgan“, wobei das schwach anlautende H in der Latinisierung weggelassen wurde. Der Name Hadgan lässt sich bis heute noch bei familiären Abstammungen aus ehemals keltischen Gegenden finden.
Warum ausgerechnet dieser Chatte einen so großen Hass auf Arminius hegte, dass er sich sogar schriftlich beim römischen Senat für einen Mordanschlag andiente, wird von Tacitus nicht näher erläutert.  Der überlieferte Stammbaum der Cheruskersippen lässt allerdings erkennen, dass cheruskische Fürstenkinder seiner Zeit im Allgemeinen mit chattischen Fürstenkindern verheiratet wurden. Arminius hatte diese Regel offensichtlich durch die Entführung der Tochter des Segestes Thusnelda gebrochen. Die Annahme, dass Adgandestrius seinen außerordentlichen Hass daraus schöpfte, dass er der so düpierte Verlobte war, liegt daher nicht allzu fern. Schon früh wurde vermutet, dass von diesem der Hagen des späteren Nibelungenliedes abgeleitet wurde.